# Luís Simões
Luís Simões (Almada, 23 de setembro de 1977), mais conhecido por Cebola, é um músico português que se notabilizou como baixista na banda de rock UHF. 
Cebola iniciou a carreira musical, em 1995, nos Stone Jesus passando depois por várias bandas, algumas de garagem e outras mais mediáticas como Phill Mendrix Band, dR.estranhoamor, Rita Redshoes ou União das Tribos. Apreciador de diversas variantes do rock, os seus registos fonográficos atravessam sonoridades como o blues rock ou pop rock.
O músico atingiu o patamar mais alto da sua carreira ao integrar os UHF, uma das bandas rock nacionais mais prestigiadas e a mais antiga em atividade. Numa primeira fase, em 2008, e após várias audições, foi selecionado por António Manuel Ribeiro para ocupar temporariamente o baixo a fim de concluir a digressão desse ano, devido a ausência forçada do baixista residente Fernando Rodrigues, para depois tornar-se membro integrante a partir de 2013. Em atividade paralela com os UHF é membro dos dR.estranhoamor, desde 2003. e participou também na gravação dos discos de Viviane e da União das Tribos.
Com entrada na tabela nacional de vendas Cebola tem no seu currículo o registo de vários álbuns dos UHF e o nono lugar alcançado pelo álbum Amanhã (2017) da banda União das Tribos.

## Carreira
Luís Simões 'Cebola' nasceu em Almada, no distrito de Setúbal, em 23 de setembro de 1977, e cedo começou a interessar-se pela música, nomeadamente pelo baixo elétrico. Em 1995, com dezoito anos, iniciou a carreira musical nos Stone Jesus, integrando depois as formações de Phill Mendrix Band (1996–2000), Mário Gramaço Band (1999–2001), Clay (1999–2002), Kuatro (2001), Zoobandits (2001), Algazarra (2001–2004), Pat Yellow & Band (2002), dR. estranhoamor (desde 2003), Viviane (2007), UHF (2008), Rita Redshoes (2008), União das Tribos (2014–2018) e UHF (desde 2013).

### Nos dR.estranhoamor
Cebola ingressou na banda dR.estranhoamor em 2003. A maqueta então lançada deu algum sucesso à banda e resolveram participar nas edições do concurso "Quinta dos Portugueses", organizado pela rádio Antena 3, passando todas as eliminatórias e chegando à final. Motivados pela boa receção da crítica musical, os dR.estranhoamor – formados por Cebola (baixo), Tutxi (bateria), Paulo Borges (teclas), Pedro Madeira (guitarra), Paulo Malas (guitarra) e Zeal (vocal) – entraram em estúdio e lançaram, no dia 1 de junho, o álbum de estreia Os Crimes do dR.estranhoamor e Outras Estórias (2009),[carece de fontes?] com edição de autor e distribuição da Compact Records. Os doze temas que compõe o disco são inspirados em livros e filmes e nas influências musicais dos elementos do grupo, como é o caso de Blur, Miles Davis, Astor Piazzolla, Jeff Buckley e Isaac Hayes, procurando com esses estilos musicais fazer uma aproximação ao pop rock cantado em português.
No dia 3 de novembro de 2018 lançaram o single "Egologia", como primeiro avanço do novo álbum, um tema que é um hino ao amor romântico, mas também uma homenagem a todos os que persistem em seguir um sonho, apesar das dificuldades. Rui Freire substituiu Tutxi na bateria. A banda foi ao longo do tempo perdendo e ganhando elementos, mas mantendo sempre o mesmo núcleo criativo em torno da voz carismática de Zeal, das composições e arranjos de Rui Freire e Paulo Borges e das letras de Hugo Costa, transmitindo uma sonoridade pop rock romântica, melancólica mas exaltante.

### Nos UHF
Em 2008, ano em que os UHF celebraram 30 anos de carreira, a banda audicionou uma dezena de baixistas que se candidataram ao lugar que iria ser deixado temporariamente pelo baixista Fernando Rodrigues, por razões pessoais. Após uma pré seleção, António Manuel Ribeiro, líder da banda, selecionou Cebola para participar na digressão intitulada “30 Anos Ligados à Corrente”. Cebola alcançara o topo da carreira ao entrar no universo de uma banda mítica do rock em Portugal e mais antiga em atividade.
Em atividade paralela, Cebola acompanhou a banda de apoio de Rita Redshoes na digressão de 2008. Em 2013, Fernando Rodrigues retirou-se dos UHF e Cebola foi novamente convidado dessa vez para ser membro integrante, proporcionando ao músico maior mediatismo.

### Na União das Tribos
A União das Tribos é uma banda formada pelo guitarrista António Côrte-Real em 2012. O músico convidou Cebola, seu colega nos UHF, e Wilson Silva baterista dos More Than a Thousand e o trio começou a gravar em Lisboa as demos daquele que viria a ser o seu primeiro disco, todavia ainda sem vocalista. Côrte-Real lançou o convite a Sérgio Lucas, vencedor do programa de televisão Ídolos, em 2004, e este núcleo de quatro músicos gravou o primeiro disco homónimo em 2014, um álbum que mistura a sonoridade rock típica da década de 1990 com o blues. Seguiu-se o EP Viver Assim (2015) e o single "Rockin' in the Free World" (2016), uma versão inspirada do clássico de Neil Young. Com um novo vocalista, Mauro Carmo, que pertencia aos Redlizzard, a banda lançou o álbum Amanhã (2017), em que apresenta um som mais comercial e recorre às colaborações dos músicos notáveis António Manuel Ribeiro, Tim, Miguel Ângelo, Mafalda Arnauth, Anjos e Carlão, que dividem os temas com o vocalista Mauro Carmo. Ao contrário do primeiro, este álbum atingiu bom volume de vendas e entrada na tabela nacional.
No dia 4 de outubro de 2018, a União lançou o single "Ninguém nos Pode Parar", como amostra do novo álbum. O tema aborda a problemática atual da liberdade sexual e a abordagem menos positiva que ela tem no confronto entre gerações. O conflito familiar entre filha e pais e a sua aceitação.

## Discografia
Com Viviane[carece de fontes?]
- Viviane (CD, 2007)

Com os dR.estranhoamor
- Os Crimes do dR.estranhoamor e Outras Estórias (CD, 2009)

Com os UHF
- A Minha Geração (CD, 2013)
- "Nação Benfica" (Single, 2014)
- "Era de Noite e Levaram" (Single, 2014)
- Por Portugal (EP, 2014)
- "Os Vampiros" (Single, 2014)
- Duas Noites em Dezembro (2CD, 2014)
- Uma História Secreta dos UHF (CD, 2015)
- O Melhor de 300 Canções (2CD, 2015)
- Tudo o que É Nosso (EP, 2016)
- Almada 79 (CD, 2017)
- A Herança do Andarilho (CD, 2017)
- Aula Magna - 40 Anos Numa Noite (2CD, 2020)
- Celebrar a Vida em Ovar (CD, 2021)

Com António Manuel Ribeiro
- As Canções da Casa Escura (CD, 2021)

Com a União das Tribos
- União das Tribos (CD, 2014)
- Viver Assim (EP, 2015)
- "Rockin' in the Free World" (Single, 2016)
- Amanhã (CD, 2017)
- "Ninguém nos Pode Parar" (Single, 2018)

## Trabalhos premiados
Com passagem pela tabela oficial de vendas Cebola colaborou como baixista nos seguintes álbuns dos UHF: A Minha Geração (14º lugar), O Melhor de 300 Canções (7º lugar) e A Herança do Andarilho (18º lugar). O álbum Amanhã (2017), da União das Tribos, atingiu o terceiro lugar do top de vendas da cadeia Fnac e no dia 18 de fevereiro chegou ao nono lugar na tabela nacional de vendas.